# Abdoulaye Barry
Pour les articles homonymes, voir Barry.
Abdoulaye Barry né le 12 mars 1980 et mort le 14 juin 2024 à N'Djamena (Tchad) est un photographe tchadien.

## Biographie
Ancien enfant des rues, photojournaliste autodidacte, Abdoulaye Barry est né dans une famille pauvre du quartier Mardjandafack, au sein d'une fratrie de six. Son père meurt quand il a 7 ans, et sa mère élève ses enfants seule. Après avoir brièvement travaillé dans un studio photo, il commence à gagner sa vie à 13 ans en prenant des photos à l'occasion de cérémonies. En 2006, il rencontre Bruno Boudjelal de l'Agence Vu à l’occasion d'un stage photo qui le prend son aile et l'aide à développer ses projets, notamment Pêcheurs de Nuit qui a comme thème le lac Tchad ou sur les populations à la marge comme les enfants des rues de N'Djaména. Ainsi nait sa première exposition "Coins chauds". En 2009, Abdoulaye Barry reçoit le prix du jury à la Biennale de la photographie africaine de Bamako conjointement avec Berry Bickle. À la suite de ce prix, il est amené à exposer plusieurs fois en Europe,, et se rend régulièrement à Paris où il entame un travail sur les migrants parisiens. En 2019, il remporte le Prix pour la Photographie du musée du quai Branly - Jacques Chirac avec sa série "Un Si Grand Lac". Selon ses proches, il meurt d'une crise de paludisme.